# Doc Holliday
John Henry "Doc" Holliday (Griffin, Georgia; 14 de agosto de 1851 - Colorado Springs, Colorado; 8 de noviembre de 1887) fue un tahúr, pistolero y dentista estadounidense del Viejo Oeste, a quien por lo general se recuerda por su amistad con Wyatt Earp y su participación en el tiroteo en el O.K. Corral.
Durante su juventud, Holliday se graduó de la carrera de cirujano dentista de la universidad de Pensilvania y estableció una clínica dental en Atlanta, Georgia. En 1873 le fue diagnosticado tuberculosis, la misma enfermedad que mató a su madre cuando tenía quince años. Se mudó entonces al suroeste de los Estados Unidos con la esperanza de que el buen clima prolongara su vida. Hizo del juego de azar su nueva profesión y finalmente adquirió fama como pistolero peligroso. Durante sus viajes conoció y se convirtió en un buen amigo de Wyatt Earp y sus hermanos. En 1880 se trasladó a Tombstone, Arizona, y participó junto a los Earp en el famoso tiroteo en el O.K. Corral.
El tiroteo no se produjo exactamente en el O.K. Corral, sino en un terreno baldío propiedad de Camilus "Buck" Sydney Fly (C.S. Fly), actualmente localizado entre el Estudio de Fotografía C.S. Fly y la casa Harwood junto a Fremont Street. Sin embargo, esto no resolvió los asuntos entre las dos partes y Holliday se vio envuelto en una serie de tiroteos y asesinatos. Luchó exitosamente en contra de ser extraditado por asesinato y murió en la cama en un hotel de Colorado a la edad de 36 años.
La leyenda y el misterio que gira alrededor de su vida son tan extraordinarias que se ha narrado en innumerables libros y el personaje en sí ha sido interpretado por varios actores en numerosas películas y series de televisión. A pesar de que han transcurrido más de cien años desde su muerte, el debate sobre el número exacto de crímenes que pudo haber cometido continúa. Se cree que Holliday mató de tres a siete hombres en su vida, y estuvo presente en nueve tiroteos.

## Primeros años y educación
Holliday nació en Griffin (estado de Georgia), hijo de Henry Burroughs Holliday y Alice Jane Holliday (de soltera, McKey). Su padre luchó en la intervención estadounidense en México y la Guerra de Secesión, de la que su padre trajo con él un hijo adoptado llamado Francisco, quien le enseñó a disparar a Holliday.
Su familia lo bautizó en la Primera Iglesia Presbiteriana en 1852.
En 1864 su familia se trasladó a Valdosta (Georgia), donde la madre de Holliday murió de tuberculosis el 16 de septiembre de 1866, cuando él tenía 15 años de edad.
La misma enfermedad mató a su hermano adoptivo. Tres meses más tarde, su padre volvió a contraer matrimonio, esta vez con Rachel Martin. Durante el tiempo que estuvo viviendo en Valdosta asistió al Instituto Valdosta, donde recibió una sólida educación secundaria clásica en retórica, gramática, matemáticas, historia e idiomas ―principalmente latín, pero también griego antiguo―.
En 1870, el joven Holliday de 19 años de edad se fue de su casa para comenzar sus estudios de odontología en Filadelfia. El 1 de marzo de 1872, a la edad de 20 años, ya contaba con los requisitos para obtener el grado de «doctor en cirugía dental» en la Escuela de Odontología de la Universidad de Pensilvania (que posteriormente se convirtió en la Escuela de Medicina Dental de la Universidad de Pensilvania).
Se graduó cinco meses antes de su cumpleaños número 21, lo que habría sido problemático posteriormente ya que, a partir de esta edad, era necesario tanto contar con el título de licenciatura para practicar la odontología o si no sería considerado como un simple estudiante bajo la tutoría de un preceptor en Georgia.: p50 
Doc ganó premios como dentista durante la feria anual de la Asociación Agrícola del Norte de Texas en la Feria del Condado de Dallas junto con su socio dental: el doctor John A. Seegar. Holliday se llevó los tres premios - "el mejor juego de dientes de oro", "los mejores dientes de caucho vulcanizado" y "el mejor conjunto de dientes artificiales y artículos dentales".
Holliday no quiso regresar a vivir a su casa después de la graduación, sino que trabajó como asistente con un compañero de clase, A. Jameson Fuches, Jr., en St. Louis (Misuri).: p51 
A finales de julio se había trasladado a Atlanta, donde vivía con su tío y su familia mientras comenzaba a ejercer la profesión de dentista.
Unas semanas antes de su cumpleaños, los periódicos de Atlanta publicaron un anuncio del notable dentista Arthur C. Ford en Atlanta donde anunciaba que Holliday ocuparía su lugar en la clínica mientras asistía a reuniones dentales. Este fue el comienzo de la carrera de Holliday en la práctica privada como dentista, pero duró poco tiempo, hasta diciembre.: p53, 55 
Margaret Mitchell, quien escribió Lo que el viento se llevó, llegó a ser prima política de Doc Holliday.

## Salud
La autora Karen Holliday Tanner informó de que Holliday nació con  labio leporino que en parte fue corregido por su tío, el Dr. J.S. Holliday, y por un primo de la familia, el médico Crawford Long. Ella escribió que Holliday requirió de muchas horas de terapia del habla dirigidas por su madre.: 24 
Otro biógrafo de Holliday, Gary L. Roberts, sostiene que es poco probable que un niño de tan solo dos meses de edad pudiera haber sido sometido a cirugía de paladar hendido en esa época, ya que la mayoría de las operaciones de este tipo no se realizaban hasta que el niño tenía unos dos años. Roberts afirma que un procedimiento a tan temprana edad hubiera sido lo suficientemente notable como para ser mencionado en los medios de comunicación locales y nacionales y revistas médicas. Por lo tanto, se considera dudoso que Holliday tuviese paladar hendido y se rechaza la sospecha de que una cicatriz quirúrgica sea visible en su fotografía de graduación. En la edad adulta, medía 1,74 m de altura y pesaba 72 kg.
Poco después de comenzar a ejercer como denstista, Holliday fue diagnosticado de tuberculosis. Pudo haber contraído la enfermedad por contagio a través de su madre. Le dijeron que le quedaban pocos meses de vida, pero consideró que el mudarse a regiones más áridas y más cálidas en el suroeste de los Estados Unidos podría retrasar el deterioro de su salud.

## Apostador y pistolero

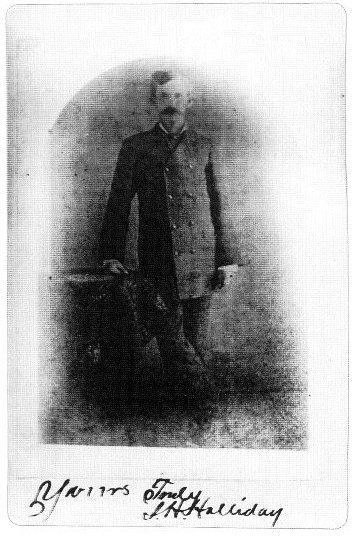
Fotografía firmada por Holliday en 1879, Prescott, Arizona

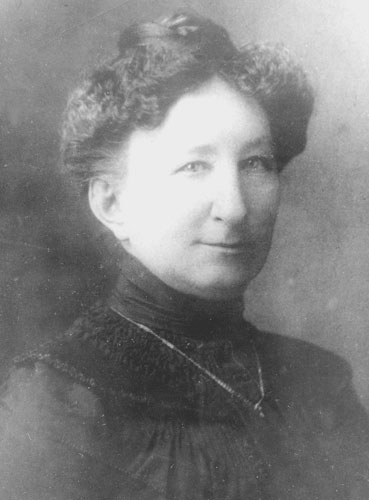
Kate la Narizotas (Big Nose Kate), pareja de Doc Holliday varios años

Uno de los primeros tiroteos en los que participó Holliday aconteció en el río Suwannee en 1873. El joven Holliday junto con sus amigos iban a su lugar favorito para nadar, pero descubrieron que estaba ocupado por un grupo de jóvenes negros. Holliday y sus compañeros les dijeron que se marcharan, pero ellos los desafiaron. Enfurecido, Holliday se fue y regresó con una escopeta o una pistola y comenzó a disparar. De igual manera, algunos de los afroamericanos pudieron haber comenzado a disparar contra él. Eventos de esta naturaleza que podían considerarse como violencia racial no estaban bien documentados en esa época. Más tarde, algunos miembros de la familia de Holliday negaron que este hubiese matado a alguien ese día; por otro lado, otros miembros de la familia y amigos dijeron que aquel día Holliday mató de una a tres personas del grupo.
En cualquier caso, Holliday se mudó a Dallas poco después de lo sucedido.
En septiembre de 1873, Holliday se mudó a Dallas (Texas), donde abrió un consultorio dental con su compañero dentista georgiano John A. Seegar. Su clínica estaba ubicada entre las calles de Austin Market y a lo largo de Elm Street, a unas tres cuadras al este de la actual Plaza Dealey.
Pronto comenzó a apostar y se dio cuenta de que esto era una fuente de ingresos más rentable, ya que los pacientes temían ir a su consulta a causa de su tos persistente. El 12 de mayo de 1874, Holliday y otros 12 fueron acusados en Dallas por apuestas ilegales.
Fue arrestado en Dallas en enero de 1875 tras intercambiar disparos con el tabernero Charles Austin, pero nadie resultó herido y fue declarado inocente.
Trasladó la clínica a Denison, Texas, pero después de haber sido encontrado culpable y multado por apostar en Dallas, decidió salir del estado, dirigiéndose a Denver, alojándose en puestos de avanzada del ejército por el camino y practicando su habilidad como jugador. En el verano de 1875 se instaló en Denver bajo el alias de "Tom Mackey", trabajando como intermediario entre otros postores y el banco para John A. Babb, propietario del Theatre Comique  en el 357 de la calle Blake. Allí se involucró en una discusión con Bud Ryan,  renombrado jugador y postor. Ambos hombres lucharon cuerpo a cuerpo y Doc terminó mutilándolo con un cuchillo. Doc se fue después de enterarse de que había sido descubierto oro en Wyoming, y el 5 de febrero de 1876, se trasladó a Cheyenne, trabajando como distribuidor para el socio de Babb, Thomas Miller, que era dueño de una cantina llamada "Bella Unión". En el otoño de 1876, Miller trasladó la Bella Unión a Deadwood (Dakota del Sur) donde se encontraba la fiebre del oro del estado, y Holliday se trasladó con él.
En 1877, Holliday regresó a Cheyenne y Denver, pasando por Kansas para visitar a una tía. Salió de Kansas y regresó a Texas, estableciéndose como jugador profesional en la localidad de Breckenridge (Texas). El 4 de julio de 1877, se vio envuelto en un altercado con otro tahúr llamado Henry Kahn, a quien Holliday golpeó con su bastón en repetidas ocasiones. Ambos fueron arrestados y multados, pero al final del día Kahn disparó a Holliday desarmado, hiriéndolo de gravedad.
El "Heraldo semanal de Dallas" incorrectamente dio a Holliday por muerto en su edición del 7 de julio. Su primo, George Henry Holliday, se mudó al oeste para cuidar de él durante su recuperación. Una vez totalmente recuperado,  se trasladó a Fort Griffin, Texas, donde conoció a " Kate la Narizotas" (Mary Katharine Horony) comenzando así una larga relación sentimental.
En Fort Griffin, Holliday conoció a Wyatt Earp al ser presentados por un amigo que tenían en común: John Shanssey.
Earp se había detenido en Fort Griffin, Texas, antes de regresar a Dodge City, Kansas en 1878 para convertirse en el ayudante del sherif de la ciudad, sirviendo bajo Charlie Bassett.: 31 
En el verano de 1878, Holliday asistió a Earp durante un enfrentamiento en una cantina cuando Earp "estaba rodeado de forajidos". Según la historia de Earp, un hombre llamado Ed Morrison, a quien Wyatt había humillado en Wichita, entró a caballo junto con Tobe Driskill y unos 50 hombres armados de Texas. Allí,  comenzaron a disparar y cometer destrozos antes de entrar en la cantina "Long Branch" con el fin de llamar la atención de Wyatt. Wyatt, sin darse cuenta de lo que estaba sucediendo, corrió a través de la puerta principal y los hombres le apuntaron con sus pistolas y rifles, burlándose. "¡Reza y mastúrbate con tu arma! ¡Ha llegado tu hora, Earp!" Holliday, quien estaba jugando a las cartas y vio el alboroto, reaccionó apuntando con su revólver a la cabeza de Morrison y le dijo: "¡No, amigos, o se retiran o manos arriba! ¡Cualquiera de ustedes, bastardos, saca una pistola y su líder aquí pierde los estribos!" Los hombres fueron aprehendidos. Earp acredita a Holliday como el que le salvó la vida ese día, y los dos se hicieron amigos como resultado.
Bat Masterson recordó que cuando Holliday estaba en Jacksonboro, Carolina del Sur, sostuvo un tiroteo con un soldado de color sin nombre, a quien Holliday finalmente disparó y asesinó. El historiador Gary L. Roberts encontró registros del oficial Jacob Smith, quien fue asesinado a tiros en ese momento por un "atacante desconocido".
Holliday seguía practicando la odontología en un costado de su habitación en Fort Griffin, Texas y en Dodge City, Kansas, como se indica en un anunció de un periódico de 1878 de Dodge City que prometía la devolución del dinero en caso de que el cliente no quedara completamente satisfecho; pero esta es la última ocasión registrada en la que Holliday practicó la odontología.
Durante esta época recibió su sobrenombre "Doc".
Holliday fue principalmente un jugador, pero también se granjeó una reputación de pistolero peligroso. Un percance famoso ocurrió el 19 de julio de 1879, cuando Holliday y el exrepresentante de la ley y pistolero John Joshua Webb estaban sentados en un saloon en Las Vegas. Un exsoldado del ejército de los Estados Unidos de nombre Mike Gordon trató de persuadir a una de las chicas del saloon, una exnovia, de salir de la ciudad con él. Cuando ella se negó, Gordon irrumpió violentamente fuera del local; algunos dicen que comenzó a disparar contra el edificio, y cuando vio que Doc se escapaba del lugar sigilosamente, Gordon le disparó.
Gordon, sin embargo, falló el tiro. Pero antes de que pudiera volver a disparar Holliday sacó su arma y le disparó. Cuando Gordon murió al día siguiente, Holliday se fue de la ciudad.
Doc huyó a Dodge City mientras las autoridades trataban de capturarlo para interrogarlo por su juego de apuestas. Con el tiempo, Doc se instaló en Tombstone.
Antes de salir de Las Vegas, sin embargo, Holliday estuvo involucrado en otro tiroteo con un camarero llamado Charles White. Según testigos presenciales, Gillie Otero Jr., Holliday entró en el saloon con un revólver cargado en la mano y le exigió a White que le devolviera cierto dinero. White, que en ese momento estaba atendiendo a sus clientes, se cubrió detrás de la barra y empezó a disparar a Holliday con su propio revólver. El duelo comenzó, y Holliday contratacó disparando a White en la cabeza. Holliday pensó que había matado a White y se fue a Dodge City, pero White sobrevivió al enfrentamiento.

## Tombstone
Dodge City no fue una ciudad fronteriza durante mucho tiempo. Para 1879 se había transformado en una ciudad mucho más respetable que la que conocieron sus habitantes en sus primeros días. Para muchos, había llegado el momento de mudarse a lugares aún no civilizados por el paso del ferrocarril, lugares donde todavía se podía hacer dinero. Para entonces Holliday era muy conocido tanto por su destreza como pistolero, como por su habilidad en el juego. A través de su amistad con Wyatt y los otros hermanos Earp, especialmente Morgan Earp y Virgil Earp, Holliday se dirigió en septiembre de 1880 a Tombstone (Arizona) donde la minería de plata se encontraba en auge. Los Earp habían estado allí desde diciembre de 1879. Algunos relatos indican que los Earp mandaron llamar a Holliday cuando se dieron cuenta de los problemas que enfrentaban en su territorio con los vaqueros cochise. En Tombstone, Holliday rápidamente se vio envuelto en la política local y la violencia que llevaron al famoso tiroteo en el O.K. Corral en octubre de 1881.
Antes del tiroteo, Holliday se enteró de que el propietario de un bar de Tombstone, Milt Joyce, estaba creando rumores acerca de que Holliday había robado una diligencia. Joyce había desarmado a Holliday antes de su altercado con un compañero jugador llamado Johnny Tyler. Holliday corrió borracho por todo el bar y agredió a Joyce, exigiendo que le fuera devuelta su arma . Cuando Joyce se negó y lo echó del bar, Holliday regresó llevando un revólver  y comenzó a disparar. Joyce, al ver esto, le apuntó con su pistola, pero Holliday disparó el arma hacia la mano de Joyce, alcanzándole una bala en la palma de la mano. Segundos más tarde, Holliday disparó al empleado de Joyce, Parker, en el dedo del pie, cuando este trató de agarrar su pistola. Joyce por su parte, logró rápidamente contrarrestar el peligro recogiendo su pistola y noqueando a Holliday al golpearlo con la misma. Entonces Holliday fue detenido. La mañana del 26 de octubre de 1881, Doc buscó a Ike Clanton cuando se enteró de que Ike fue el responsable de todos los rumores que se decían acerca de que Joyce emborrachaba a Kate haciendo que confesara que Holliday había sido el responsable del robo de la diligencia. Doc desafió a Ike a un tiroteo. Clanton suplicó ser perdonado y que se olvidara lo que había sucedido, sin embargo más tarde ese mismo día fue golpeado por una pistola quedando inconsciente a manos de Wyatt.

### Tiroteo en el O.K. Corral
El tiroteo ocurrió la tarde del 26 de octubre de 1881 frente, y a un lado, de la pensión y estudio de fotografía (donde Holliday tenía una habitación) de Fly. Un día después de haber pasado una noche de juego y alcohol patrocinado por Ike Clanton. Los Clanton y McLaurys se encontraban reunidos en el espacio entre la pensión y la casa situada al oeste de la misma, cuando se enfrontaron con los Earp y Holliday. Es posible, debido a la proximidad que su habitación tenía con el lugar del altercado, que Holliday pensara que estaban allí para matarlo.
Holliday fue acusado por el Tombstone  Nuggett  de haber asesinado a Tom McLaury y a su hermano Frank.  También pudo haber herido a Billy Clanton. Después de que Tom McLaury fuese asesinado por el disparo de una escopeta disparada por Holliday, su hermano Frank, que se había trasladado al otro lado de la calle Fremont, desafió a Holliday. Se dice que Freemont gritó: "Ya te tengo", y le disparó a Holliday, la bala logró rozar la cadera de Holliday. Se dice que Holliday respondió: "Sigue disparando! De todos modos eres débil." ("Blaze away! You're a daisy if you have.") El análisis moderno de la lucha (tiroteo) da crédito a ambos personajes (Holliday y Morgan Earp) por haber disparado la bala que mató a Frank en la calle Fremont. Holliday se encontraba a la derecha de Frank, y Morgan a su izquierda; Frank recibió un disparo en el lado derecho de la cabeza, por lo que es más probable que Holliday haya sido el hombre que lo mató .
Es muy poco probable que Morgan haya sido el que le disparó a Frank, ya que él se encontraba herido debido a un disparo a través de los omóplatos, posiblemente dejándolo incapaz de disparar con precisión.
Virgil Earp le dio a Holliday una Coach gun (escopeta doble) que recogió en la oficina local un poco antes de la pelea. Holliday llevaba un abrigo largo que le permitiría ocultarla. Virgil Earp, a su vez tomó el bastón de Holliday, para no ir visiblemente armado, Virgil estaba tratando de evitar alarmar tanto a la ciudadanía de Tombstone como a los Clanton y McLaurys.
Kate la Narizotas (Big Nose Kate), su novia, recordó la reacción de Holliday después de su papel en el Tiroteo del O.K. Corral. Informó que Holliday regresó a su habitación, se sentó en la cama, lloró, y dijo: "Eso fue horriblemente horrible".
Una audiencia preliminar con duración de 30 días descubrió que los Earp y los Holliday habían actuado dentro de su deber como representantes de la ley, aunque esto no tranquilizara a Ike Clanton.

## El paseo de la venganza de los Earp
La situación en Tombstone pronto empeoró cuando Virgil Earp fue emboscado y herido de forma permanente en diciembre de 1881. Luego Morgan Earp fue emboscado y asesinado en marzo de 1882. Después de la muerte de Morgan, Virgil Earp y muchos de los miembros restantes de la familia Earp huyeron de la ciudad. Holliday y Wyatt Earp se quedaron en Tombstone para exigir que se castigara a Ike Clanton y los miembros corruptos conocidos como los Cowboys. Varios Cowboys fueron identificados por testigos como sospechosos en el atentado contra Virgil Earp el 27 de diciembre de 1881, y del asesinato de Morgan Earp el 19 de marzo de 1882. Alguna evidencia circunstancial también se refirió a su participación. Wyatt Earp había sido nombrado delegado mariscal de los Estados Unidos después de que Virgil fue mutilado. Él sustituyó a Holliday, Warren Earp, Sherman McMaster y "Turkey Creek" Jack Johnson. Aunque enfermo de tuberculosis, Holliday logró montar con su grupo en el malpaís una búsqueda de los vaqueros. Fue en ese momento cuando Holliday se despidió de Kate para siempre.
El partido Earp custodiaba a Virgil Earp y su esposa Allie en su camino hacia el tren de California. En Tucson, el grupo vio armados a Frank Stilwell y Ike Clanton y pensaron que estaban al acecho para matar a Virgil. El lunes 20 de marzo de 1882, el cuerpo de Frank Stilwell fue encontrado en la madrugada junto a las vías del ferrocarril, plagado de perdigones y heridas de bala.
Se atribuye a Wyatt el haber disparado y asesinado a Stilwell con una escopeta, aunque probablemente Holliday pudo haber sido el responsable de hacerlo, ya que él era el único documentado con una escopeta en ese momento.
El juez de paz de Tucson, Charles Meyer, publicó cinco órdenes de detención al partido Earp, incluyendo a Holliday. El 21 de marzo, regresaron brevemente a Tombstone, donde se unieron a Texas Jack Vermillion y posiblemente otros. Wyatt sustituyó a los hombres que cabalgaban con él. Después de salir de Tombstone, la pandilla se abrió camino hasta el campamento del bosque Spence' s en el paso Sur de la Montañas Dragoon. Allí encontraron y mataron a un vaquero proscrito, "Indian Charlie" Cruz.

### Tiroteo en Iron Springs
Dos días más tarde, la pandilla de Earp llegó a Iron Springs localizado en la montañas Whetstone. Allí, se encontraron con ocho vaqueros acampando en Las Ballestas, la pandilla decidió a escondidas, emboscar a los vaqueros. Las cosas se pusieron mal cuando los vaqueros, bien escondidos en la loma, sorprendieron y emboscaron a la pandilla en su lugar. Superados en número y en armamento, Holliday, Johnson, y McMaster huyeron para ocultarse. Holliday también ayudó a Vermillion que quedó inmovilizado bajo su caballo. Wyatt Earp, en represalia, se mantuvo firme y mató a Curly Bill Brocius, que era el principal sospechoso de la muerte de Morgan, por un disparo de escopeta en el pecho. Earp también disparó a otros dos vaqueros con su pistola, a Johnny Barnes en el pecho y a Milt Hicks en el hombro. Holliday abrió fuego para que la pandilla retrocediera a las montañas. Barnes, mortalmente herido, murió después. Holliday dejó su propio informe de la refriega durante una entrevista.
Holliday y otros cuatro miembros de la pandilla siguieron enfrentándose debido a la muerte de Stilwell. El grupo decidió dejar el territorio de Arizona para Nuevo México y luego Colorado. Mientras que en Trinidad, Colorado, Wyatt Earp y Holliday se separaron, yendo por separado a diferentes partes de Colorado. Holliday llegó a Colorado a mediados de abril de 1882.

### Intentos de extradición
El 15 de mayo de 1882, Holliday fue arrestado en Denver en relación con la orden de Arizona por el asesinato de Frank Stilwell. Wyatt Earp, temiendo que Holliday no pudiera recibir un juicio justo en Arizona, pidió a su amigo Bat Masterson, Jefe de la Policía de Trinidad, Colorado, ayuda para poder liberar a Holliday. La audiencia de extradición se fijó para el 30 de mayo.: 230 A última hora de la tarde del 29 de mayo, Masterson necesitaba ayuda para conseguir una cita con el gobernador de Colorado Frederick Walker Pitkin. Se puso en contacto con E.D. Cowen, reportero de la capital para la  Denver Tribune , que dominaba la política en la ciudad. Cowen más tarde escribió, "Él se sometió a prueba del diseño criminal sobre la vida de Holliday. Tarde, después de una hora, llamé a Pitkin." Después de reunirse con Masterson, Pitkin fue persuadido por cualquier evidencia que se presentó y se negó a aceptar la solicitud de extradición de Arizona. Su razonamiento jurídico fue que los documentos de extradición para Holliday contenían lenguaje legal defectuoso, y que ya había una orden de Colorado para Holliday- cargos que Masterson había fabricado en Pueblo, Colorado.
Masterson llevó a Holliday a Pueblo, donde fue puesto en libertad dos semanas después de su arresto.
Holliday y Wyatt se reunieron brevemente después de la liberación de Holliday durante junio de 1882 en Gunnison.

### La muerte de Johnny Ringo
El 14 de julio de 1882, Johnny Ringo fue encontrado muerto en la horcajadura de un árbol grande en el oeste de Turkey Creek Valley, cerca del Pico Chiricahua, Territorio de Arizona, con un agujero de bala en la sien derecha y un revólver colgando de un dedo de su mano. El libro,  I Married Wyatt Earp , supuestamente escrito por Josephine Marcus Earp, informó que Wyatt Earp y Holliday regresaron a Arizona para encontrar y matar a Ringo. En realidad escrito por Glen Boyer, el libro afirma que Holliday mató a Ringo con un disparo de rifle a distancia, lo que contradice la declaración del juez de que la muerte de Ringo había sido un suicidio. Sin embargo, el libro de Boyer ha sido desacreditado como un fraude y un engaño en el cual no se puede confiar.: 489 En respuesta a las críticas acerca de la autenticidad del libro, Boyer dijo que el libro no era realmente un relato en primera persona, sino que él había interpretado a Wyatt Earp en la voz de Josephine, y admitió que no pudo presentar ningún documento para reivindicar sus métodos.
Los registros oficiales del Tribunal de Distrito de Pueblo County, Colorado, indican que tanto Holliday como su abogado comparecieron ante el tribunal el 11, 14 y 18 de julio de 1882. La autora Karen Holliday Tanner, en "A Family Portrait" (Un retrato de familia), especuló que Holliday no pudo haber estado en Pueblo en la fecha de corte, citando un escrito de recurso de habeas corpus emitidos por él en la corte el 11 de julio. Ella cree que solo su abogado pudo haber aparecido en su nombre ese día, a pesar de la redacción de un expediente judicial que indicaba que podría haber aparecido en persona:  en la propia persona  o " en su propia persona ". Ella cita el texto de relleno estándar legal que no prueba necesariamente que la persona estaba presente. No hay duda de que Holliday llegó a Salida, Colorado, el 7 de julio como se informó en un periódico de la ciudad. Esto está a 500 kilómetros (310,7 mi) del sitio de la muerte de Ringo, seis días antes del tiroteo.: 295–295 

## Última enfermedad,  muerte y entierro
Holliday pasó el resto de su vida en Colorado después de una estancia en Leadville, donde sufría a causa de la gran altitud.  Dependía cada vez más del alcohol y el láudano para aliviar los síntomas de la tuberculosis, y su salud y sus habilidades como jugador y pistolero comenzaron a deteriorarse.: 218 Uno de los últimos tiroteos de Holliday ocurrió en un salón en Leadville, Colorado. Un pistolero inexperto y arrogante llamado Billy Allen supuestamente desafió a Holliday a un duelo. Cuando Holliday contestó que él no llevaba ningún arma, Allen lo insultó, haciendo que saliese molesto del bar. Allen volvió a agredir a Doc, se decía que Holliday estaba armado y tenía una pistola en el bolsillo. Cuando Doc vio que Allen trataba de sacar su pistola,  hizo dos disparos, uno de ellos dio en el brazo de Allen y esto provocó su desarme. En esos momentos, la enfermedad de Holliday ya había hecho mucho daño al pistolero. Esta era la segunda o la tercera vez que Holliday disparaba a un hombre en la mano o el brazo para desarmarlos y obligarlos a dejar sus armas, su método de los duelos, evitando así el riesgo de la pena capital por matar.

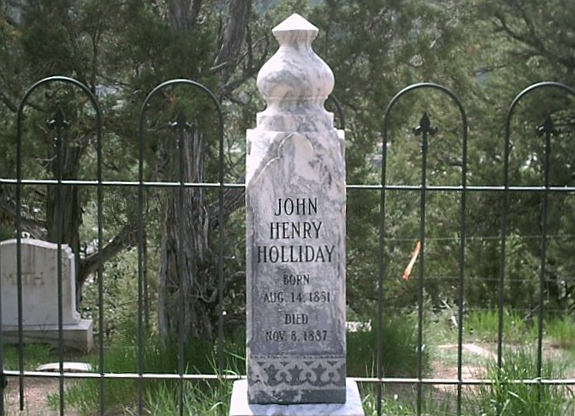
Los registros de donde exactamente se encuentra el cuerpo de Holliday en el cementerio se perdieron, por lo que la ciudad de Glenwood Springs erigió una lápida, sin embargo tenía el año de nacimiento equivocado. Este monumento sustituyó al antiguo monumento.

En 1887, prematuramente moribundo, Holliday se dirigió al Hotel Glenwood, cerca de las aguas termales de Glenwood Springs, Colorado. (El Hotel Glenwood aun no era un sanatorio, como se cree popularmente. El sanatorio en Glenwood Springs no se construyó hasta muchos años después de la muerte de Holliday.)Tenía la esperanza de aprovechar el poder curativo de las aguas, pero los humos sulfurosos de la primavera pudieron haber hecho en sus pulmones más daño que bien.: 217 
Mientras agonizaba, se dice que Holliday pidió a la enfermera que lo atendía en el Hotel Glenwood, un trago de whisky. Cuando ella le dijo que no, miró entretenidamente sus pies descalzos. Las enfermeras dijeron que sus últimas palabras fueron: «Maldita sea, esto es divertido». Holliday murió a las 10 a. m. el 8 de noviembre de 1887 a la edad de 36.
Nadie se imaginaba que Holliday fuera a morir en la cama sin sus botas puestas.
Sin embargo, el biógrafo de Holliday, Gary L. Roberts, considera que es poco probable que Holliday, que apenas había salido de su cama durante dos meses, hubiera sido capaz de hablar con coherencia el día de su muerte. Aunque la leyenda persiste de que Wyatt Earp estaba presente cuando murió Holliday, Earp no supo de la muerte de Holliday sino habiendo transcurrido ya dos meses. Big Nose Kate más tarde dijo que estuvo cuidando a Holliday en sus últimos días, pero también es poco probable que ella estuviera presente.: p396 
El Glenwood Springs Ute Chief (Jefe de Glenwood Springs Ute) del 12 de noviembre de 1887, publicó en su obituario que Holliday había sido bautizado en la Iglesia Católica. Esta afirmación se basa en la correspondencia escrita entre Holliday y su prima, la hermana Mary Melanie, una monja católica. No existe ningún registro de bautismo, sin embargo, en la iglesia católica de St. Stephen en Glenwood Springs o en la Iglesia católica de la Anunciación en cerca de Leadville, Colorado. La madre de Holliday lo había criado como metodista y más tarde se unió a una iglesia presbiteriana (fe de su marido), pero se opuso a la doctrina presbiteriana de la predestinación volviendo nuevamente al metodismo públicamente antes de su muerte, diciendo que quería que su hijo John fuese consciente de lo que ella creía.: p14, 41 Más tarde el mismo Holliday declaró que se había unido a una iglesia Metodista en Dallas.: p70  Al final de su vida, Holliday había hecho amistad con un sacerdote católico, el padre ET Downey, y un ministro presbiteriano, Rev. W.S. Randolph, en Glenwood Springs. Cuando murió, el padre Downey estaba fuera de la ciudad, y fue el Rev. Randolph quien presidió el entierro a las 4 p. m. del mismo día en que Holliday murió. Se dice que los servicios fueron pagados por "muchos amigos" de Holliday.: p370, 372 
Está enterrado en el cementerio de Linwood con vista a Glenwood Springs. Debido a que era noviembre y el suelo pudo haberse congelado, algunos autores como Bob Boze Campana han especulado que Holliday no pudo haber sido enterrado en su tumba marcada en el cementerio de Linwood, pues solo era accesible a través de un difícil camino de montaña. El biógrafo de Holliday Gary Roberts, sin embargo, ha localizado evidencia de que otros cuerpos fueron trasladados al cementerio de Linwood en el mismo momento del mes de ese año. Y que hay archivos reportados en el momento de forma explícita que el entierro fue en el cementerio de Linwood; y que ninguna exhumación se ha intentado.: p. 403-404 

## Personalidad
A lo largo de su vida, Doc era conocido por muchos de sus colegas como un caballero del sur templado, pero tranquilo. En un artículo de 1896 Wyatt Earp dijo que "Doc era un dentista, no un representante de la ley o un asesino, a quien la necesidad había hecho jugador, un caballero a quien la enfermedad había hecho un vagabundo fronterizo; un filósofo a quien la vida le había dado un ingenio cáustico; un alto, delgado, rubio cenizo compañero casi muerto de tisis, y al mismo tiempo el jugador más hábil y osado, el hombre más mortal con una pistola de seis balas que he conocido ".: 207 
En una entrevista con un diario Holliday fue cuestionado acerca de si su conciencia nunca le preocupaba. Se dice que Él dijo, "La tosí junto con mis pulmones, hace años.": 189 

## Reputación pública
Públicamente, Holliday podría ser tan feroz como fuese menester para un jugador para hacerse respetar.: p410 
En Tombstone, en enero de 1882, le dijo a Johnny Ringo (según lo registrado por el cronista Parsons), "Todo lo que quiero de ustedes son diez pasos a la calle." Ringo y él fueron impedidos de un tiroteo por la policía en Tombstone (que no incluía a los Earp en ese momento), y los dos fueron detenidos. Durante el Duelo de O.K. Corral, Holliday probablemente mató a Tom McLaury y también probablemente, la segunda bala que disparó fue la que le dio a Frank McLaury. Aunque a veces, se dijo que Frank McLaury fue alcanzado por tres balas (con base en los informes de prensa del día siguiente en los periódicos de Tombstone), la investigación forense encontró que Frank recibió un disparo en el estómago y a través de la parte posterior de la cabeza debajo de la oreja, y que sobre la base de la última posición de Holliday durante la pelea podría ser él el responsable de su muerte. Holliday también estuvo presente en la muerte de Frank Stilwell en Tucson, Arizona, y los otros tres hombres que murieron durante la Earp Vendetta Ride. En general, Holliday fue detenido 17 veces, pero nunca cumplió tiempo de cárcel. Se hicieron cuatro intentos para colgarlo y sobrevivió a cinco emboscadas.

### Apuñalamientos y tiroteos
Gran parte de la reputación violenta de Holliday se basaba en rumores y autopromoción. Sin embargo, mostró una gran habilidad en los juegos de azar y los tiroteos en varias ubicaciones. A pesar de estar enfermo de tuberculosis, esto no le impedía hacer gala de su habilidad como jugador y pistolero. Holliday fue ambidiestro y era conocido por haber llevado dos pistolas en las peleas. Había tres o cuatro casos en los que Holliday usó una escopeta. Con la excepción de Mike Gordon en 1879 y otras pocas víctimas, no hay relatos de los periódicos contemporáneos o registros legales que respondan a los muchos hombres no identificados cuyo asesinato se le atribuye a Holliday en el folklore popular. Lo mismo es cierto para varias historias de cuchilladas atribuidas a Holliday por sus primeros biógrafos. Algunos estudiosos sostienen que Holliday pudo haber alentado estas historias sobre su reputación, a pesar de que su biógrafa nunca apoyó esas afirmaciones.: p410  En general, Holliday fue al menos a cinco tiroteos uno-a-uno en su vida.
En marzo de 1882 en una entrevista con el ' Arizona Daily Star ', Virgil Earp dijo al reportero, "Había algo muy peculiar en Doc. Él era un caballero, un buen dentista, un hombre amable, y sin embargo, fuera de nosotros no creo que tuviese un amigo en el Territorio. Se contaban historias de que Doc había matado a muchos hombres en diversas partes del país; que había robado y cometido toda clase de crímenes, y sin embargo, cuando se preguntó a las personas acerca de cómo ellos lo sabían, solo pudieron admitir que se trataba de un rumor, y que nada de esto realmente podría ser completamente verídico".

### Arrestos y condenas
La biógrafa Karen Holliday Tanner encontró que Holliday había sido arrestado 17 veces antes de su tiroteo en Tombstone en 1881. Solo un arresto, un tiroteo 1879 con Mike Gordon en Nuevo México, fue por asesinato. Holliday no fue procesado con éxito. En el audiencia preliminar tras el tiroteo en el OK Corral, el Juez Wells Spicer exoneró las acciones de Holliday como un representante de la ley debidamente nombrado. En Denver, la orden por el asesinato de Frank Stilwell fue desatendida cuando el gobernador fue persuadido por el jefe de policía de Trinidad Bat Masterson para liberar a Holliday, eliminar la custodia y los cargos.
Fuera de todos sus otros arrestos, Holliday se declaró culpable de dos cargos de juego, uno de llevar un arma mortal en la ciudad (en el marco de la discusión con Ringo), y un delito menor de asalto y carga de la batería (en el incidente de Joyce y Parker). Los otros fueron despedidos o se devuelven como "no culpable".

### Presunto asesinato de Ed Bailey
Wyatt Earp relató un evento durante el cual Holliday mató a un compañero, llamado Ed Bailey. Wyatt y su pareja sentimental Mattie Blaylock estaban en Fort Griffin, Texas, durante el invierno de 1878, en busca de oportunidades de juego. Earp visitó el salón de su viejo amigo de Cheyenne, John Shannsey, y se reunió Holliday en la Bolsa de Ganado.
Según Earp, Holliday jugaba al póquer con un hombre local muy querido llamado Ed Bailey. Holliday descubrió a Bailey haciendo trampa o yendo contra las reglas. Holliday le recordó a Bailey a "jugar al póker", que era una forma educada de advertirle que dejara de hacer trampa. Cuando Bailey hizo el mismo movimiento otra vez, Holliday se llevó el bote sin mostrar su mano, que era su derecho en virtud de las reglas. Bailey inmediatamente fue a por su pistola, pero Holliday sacó un cuchillo de su bolsillo de la camisa y apuñaló a Bailey en el pecho. Bailey murió y Holliday, nuevo en la ciudad, fue detenido en su habitación del Planter Hotel.: 115 
En la muy vendida biografía escrita por Stuart Lake, Wyatt Earp: Frontier Marshal (1931), Earp es citado diciendo que la novia de Holliday, Big Nose Kate, ideó una treta. Ella adquirió una segunda pistola de un amigo en la ciudad y luego, sacó un caballo de su cuadra detrás del hotel, y prendió fuego al cobertizo. Los representantes de la ley que lo custodiaban corrieron a apagar el fuego, ella entró tranquilamente y arrojó a Holliday la segunda pistola. Sin embargo, no se han encontrado registros contemporáneos de la muerte de Bailey o del fuego en el cobertizo. Además, Big Nose Kate negó antes de morir en 1940 que la historia fuera cierta y se rio de la idea de "una mujer de 116 libras con la pistola de un sheriff".: p87 

## Fotografías
Hay tres fotos reconocidas (pero de origen desconocido) de Holliday, supuestamente tomadas por CS Fly en Tombstone (pero a veces se dice que debieron tomarse en Dallas). Holliday vivía en una casa de huéspedes que en la parte delantera tenía la tienda de fotografía. Muchas personas comparten rasgos faciales similares y los rostros de personas radicalmente diferentes pueden resultar muy parecidas cuando se ven desde ciertos ángulos. Debido a esto, la mayoría del personal del museo, los investigadores especializados y coleccionistas requieren la procedencia o una historia bien documentada de una imagen para apoyar las similitudes físicas que puedan existir. Los expertos raramente ofrecen incluso una identificación tentativa de imágenes nuevas o únicas de gente famosa basadas únicamente en las similitudes compartidas con otras imágenes conocidas.

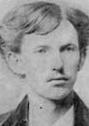
Marzo de 1872, a los 20 años en la Pennsylvania School of Dental Surgery, foto de graduación. Autenticado como Holliday.
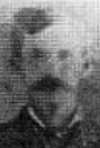
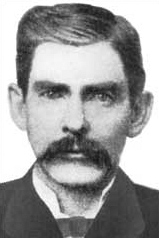
Foto de "Doc Holliday", a los 30 años.
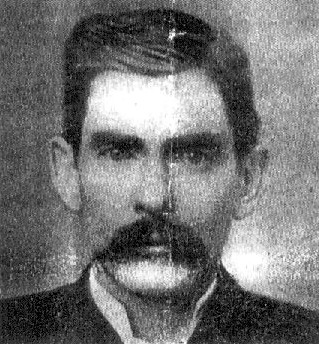
Version granulada, esta es la versión más oscura en tonos.
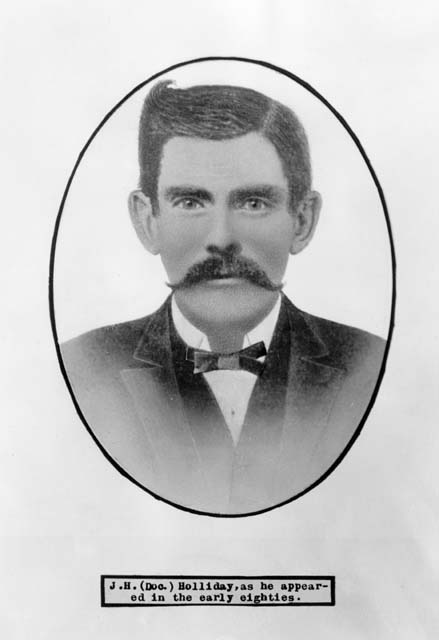
La foto mas reproducida de "Doc Holliday"; fuertemente retocada, un retrato oval inscrito, aparece con mechón y el cuello de la camisa bajo.
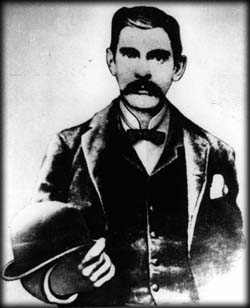
Foto de "Doc Holliday" con sombrero, chaleco y abrigo. Esto no es un retoque o una versión ampliada de cualquiera de las otras fotos.

## Legado
Doc Holliday es uno de los pistoleros más reconocibles del Viejo Oeste, pero es más recordado por su duradera amistad con Wyatt Earp. La amistad de Holliday con el representante de la ley ha sido un elemento básico como populares sidekicks en la cultura estadounidense, y el propio Holliday se convirtió en una imagen estereotipada del adjunto y compañero leal en los tiempos modernos. Él normalmente es retratado en las películas como leal a su amigo Wyatt, al que acompaña durante los más grandes conflictos vividos por la pareja, como el tiroteo en el OK Corral y la venganza de Earp, incluso con la consiguiente violencia y penurias que soportaron juntos.
Junto con Wyatt Earp, Doc Holliday se ha convertido en un símbolo de la fidelidad, la fraternidad, y la amistad.
El 20 de marzo de 2005, en el 122o aniversario de la muerte de Frank Stilwell por Wyatt Earp, una estatua de tamaño natural de Holliday y Earp por el escultor Dan Bates fue dedicada por el Museo del Sur de Arizona Transporte en el Histórico depósito del ferrocarril restaurado en Tucson, Arizona, en el lugar aproximado del tiroteo en la plataforma de la estación de tren.
Los rasgos faciales de esta estatua se basan en el conjunto de supuestas fotos de Doc y no en las dos conocidas fotos auténticas de él.
El "Doc Holliday Days" se celebra cada año en la casa natal de Holliday en Griffin, Georgia. En enero de 2010, coincidiendo con la celebración de su sesquicentenario, Valdosta, Georgia, realizó un concurso de aspecto similar al evento Doc Holliday.
Fue ganado por Jason Norton, residente local.
Otros lugares también llevan su nombre, con temas sobre su vida, como un restaurante que se llama "de J Henry", que cuenta con fotografías y recuerdos de Holliday en la ciudad natal de Holliday en Griffin, en College Street. Un bar llamado "Salón de Doc Holliday", con murales y fotos de Holliday, existe en la Avenida A de East Village barrio de Nueva York. Durante un tiempo, en los años 1970 y 1980, en Valdosta, Georgia, donde residió anteriormente, el Skate Palace Holliday, una pista ya desaparecida de patinaje sobre ruedas, fue nombrada en su honor.